# Staffanstorp, Lerums kommun
Staffanstorp är en bebyggelse väster om Lensjön i Skallsjö socken i Lerums kommun. Från 2023 avgränsar SCB här en småort.